# Lake Country
Lake Country es un municipio distrital canadiense situado en la provincia de Columbia Británica.

## Superficie
Lake Country tiene una superficie de 122,16 km².

## Demografía
En 2021, tenía 15 817 habitantes, una densidad poblacional de 129,5 hab./km², y 6852 viviendas.